# Darwin’s Waiting Room
Darwin’s Waiting Room (engl. für Darwins Wartezimmer) war eine US-amerikanische Nu-Metal- und Rapcore-Band aus Miami, Florida, die im Jahr 1995 gegründet wurde und sich 2004 auflöste.

## Geschichte
Die Band wurde im Jahr 1995 gegründet, wobei die Besetzung mehrfach wechselte, ehe sich diese im Januar 2000 durch das Hinzukommen von Eddie „The Kydd“ Rendini stabilisierte. Die Besetzung bestand daraufhin aus dem Sänger Jabe, dem MC Michael „Grimm“ Falk, dem Gitarristen Rendini, dem Bassisten Alex Cando und dem Schlagzeuger Joe Perrone. Im folgenden Jahr schloss sich das selbstbetitelte Debütalbum an, das elf Lieder enthält. Daraufhin wurde MCA auf die Gruppe aufmerksam, wo die Gruppe einen Plattenvertrag unterzeichnete. Hierüber erschien 2002 das Album Orphan, das ebenfalls elf Lieder enthält. Eines hiervon ist das Lied Innosense, in dem Shaggy als Gastmusiker zu hören ist. Als Single wurde Feel So Stupid (Table 9) ausgekoppelt. Nach der Veröffentlichung folgten Auftritte mit Godsmack, Deftones, Nonpoint und Machine Head. Die Single wurde unter anderem auf MTV2 und MuchMusic ausgestrahlt. Im Jahr 2004 kam es zur Auflösung der Band. Das Album Apology Accepted, das eigentlich 2003 erscheinen sollte, blieb daraufhin unveröffentlicht. Rendini verstarb am 30. Januar 2015.

## Stil
Laut Christian Graf in seinem Nu Metal und Crossover Lexikon mischt die Band „HipHop-Reime mit Monster-Grooves und krachenden Riffs in ausgeprägten Melodien“. Er bezeichnete die Musik als Rapcore, sie erinnere an Linkin Park, wodurch die Band schnell beim Nu Metal eingeordnet werde. Im Interview mit Holly Castillo von outloud.com gab Falk an, dass Leute, die er trifft, Dinge aus den Nachrichten, Dinge, die Auswirkungen auf ihn oder andere haben und Dinge, die bei ihm oder anderen Gefühle hervorrufen würden, ihn musikalisch beeinflussen würden. Er sei durch Old-School-Hip-Hop und seine Mutter, die Sängerin gewesen sei, beeinflusst worden. Alexander Cordas von laut.de schrieb in seiner Rezension zu Orphan, dass hierauf zwei Sänger zu hören sind, wobei der eine die Raps und der andere den melodischen Gesang übernehme. Dadurch liege ein Vergleich zu Linkin Park nahe. Er bezeichnete die Musik als klassischen Nu Metal.

## Diskografie
- 2001: Darwin’s Waiting Room (Album, Eigenveröffentlichung)
- 2002: Orphan (Album, MCA)
- 2002: Feel So Stupid (Table 9) (Single, MCA)